# Alberto João Jardim
Alberto João Cardoso Gonçalves Jardim GCC • GCIH • MPCSJ
(Funchal, Santa Luzia, 4 de fevereiro de 1943) é um jurista, funcionário público, jornalista e político português.
Foi presidente do Governo Regional da Madeira, entre 1978 e 2015.

## Família
É filho de Alberto Gonçalves Jardim (Funchal, Santa Maria Maior, 20 de setembro de 1913 – Funchal, São Pedro, 26 de novembro de 1954) e de sua mulher Marceliana do Patrocínio de Jesus Cardoso (Funchal, São Pedro, 11 de julho de 1909 – Funchal, São Pedro, 29 de julho de 2006). É sobrinho materno por afinidade de Maria Prado de Almada Cardoso, a qual galardoou com a Medalha Autonómica de Bons Serviços.

## Educação
Estudou em Coimbra, onde viveu mais de uma década até completar o curso. É licenciado em Direito pela Faculdade de Direito da Universidade de Coimbra, tendo sido professor nos ensinos técnico e secundário. Foi professor convidado da extinta Universidade Independente (Lisboa). É Doutor Honoris Causa em Ciências Políticas pela Universidade de São Cirilo (Malta).

## Carreira profissional e política
Foi diretor do Centro de Formação Profissional da Madeira, assim ingressando na função pública, a cujos quadros pertenceu, depois de concluído o estágio de advocacia. Como jornalista, foi diretor do diário matutino "Jornal da Madeira" e ainda colabora semanalmente com este matutino. Também é colaborador de vários meios de comunicação social nacionais, regionais e de países de emigração portuguesa. Foi dirigente cooperativo e, nessa qualidade, administrador de empresas, pertence aos corpos gerentes de várias instituições de solidariedade social, sendo ainda presidente da direção da "Fundação Social Democrata da Madeira", embora sem funções executivas. Cumpriu o serviço militar como Oficial de Ação Psicológica em Lisboa e na Madeira.
Foi um dos fundadores do então Partido Popular Democrático (PPD) em maio de 1974, um mês após a Revolução dos Cravos, juntamente com Francisco Sá Carneiro, Francisco Pinto Balsemão, Joaquim Magalhães Mota, Carlos Alberto da Mota Pinto, João Bosco Mota Amaral, António Barbosa de Melo e António Marques Mendes. Cofundador na Madeira do Partido Social Democrata, vem presidindo às suas Comissões Políticas Regionais, integrou as respetivas Comissões Políticas Nacionais, incluso como vice-presidente de uma e vogal de outra, tendo sido presidente da Mesa do Congresso Nacional do referido Partido. É presidente honorário da Juventude Social Democrata da Madeira.
Alberto João Jardim assumiu a presidência do Governo Regional da Madeira a 16 de março de 1978, com apenas 33 anos de idade. Nesse dia proferiu a célebre frase “a Madeira será o que os madeirenses quiserem”.
Governou sempre com maiorias absolutas. Nos 13 514 dias de governação fez 4 850 inaugurações, uma média de uma inauguração de 2,7 em 2,7 dias.
A 10 de junho de 2014 bateu o recorde de longevidade no poder, recorde esse que pertencia a Oliveira Salazar (36 anos e 85 dias de governação).
Entre eleições Regionais, Autárquicas, Europeias, Presidenciais e Legislativas Nacionais averbou para o PSD-Madeira 46 vitórias eleitorais.
Alberto João Jardim disse em 11 de junho de 2015 estar disposto a avançar como candidato para as eleições presidenciais se tiver 10 mil proponentes e apoio financeiro.
Em 14 de julho de 2015, Alberto João Jardim apresentou o documento "Tomar a Bastilha" onde apresenta a sua proposta de revisão Constitucional para Portugal. A proposta propõe um mandato de sete anos para o Presidente da República, a extinção do Tribunal Constitucional e uma reorganização administrativa de Portugal.

### Funções Oficiais
- 2.º presidente do Governo Regional da Madeira (1978-2015) e, por inerência, Conselheiro de Estado
- Membro do Conselho de Defesa da República Portuguesa
- Membro do Conselho Superior de Defesa Interna da República Portuguesa
- Membro do Conselho Superior da Segurança Nacional da República Portuguesa

Tem uma das mais longas carreiras políticas, de dirigentes democraticamente eleitos de qualquer jurisdição em todo o mundo. Foi diretor do Jornal da Madeira, continuando a ser seu colaborador regular. Alberto João Jardim é ainda membro e ex-vice-presidente (2000-2001) do Comité das Regiões da União Europeia. É presidente honorário da Cimeira Europeia das Regiões e Cidades. É fundador e membro da Assembleia Regional Europeia e foi vice-presidente do Partido Popular Europeu. Foi sendo sucessivamente eleito deputado à Assembleia da República e à Assembleia Legislativa da Madeira, onde esteve um ano e meio (1976-78) como líder da bancada do PSD, mas a partir de então optou sempre pelo cargo de presidente do Governo Regional, que exerceu entre março de 1978 e abril de 2015. Foi o presidente da Conferências das Regiões Periféricas da União Europeia, entre 1978 e 1996, da qual é agora presidente honorário. É membro-fundador da Assembleia das Regiões da Europa, a cujo Conselho já pertenceu.
Em 19 de fevereiro de 2007, apresentou a demissão do cargo de Presidente do Governo Regional em protesto contra a então nova Lei de Finanças Regionais que o governo de José Sócrates apresentou. A sua renúncia levou o presidente da República a dissolver a Assembleia Legislativa da Região, após parecer do Conselho de Estado e a convocar eleições antecipadas para 6 de maio de 2007, que de novo veio a vencer, desta feita com maioria reforçada.
Em agosto de 2008, descontente com o PSD nacional, diz querer criar o Partido Social Federalista (PSF). Assume posturas alternadamente patrióticas, independentistas e federalistas, quer a nível nacional quer a nível europeu. No dia 8 de janeiro de 2011 sofreu um enfarte do miocárdio e foi internado no Hospital Dr. Nélio Mendonça, no Funchal, com prognóstico reservado. Entretanto recuperado, retomou as suas funções, tendo-se recandidatado novamente ao seu atual cargo nas eleições de 9 de outubro de 2011. Miguel Albuquerque sucedeu-lhe na Presidência do Partido Social Democrata da Madeira, tendo sido eleito a 29 de dezembro de 2014.
Na sequência destes acontecimentos, apresentou a demissão do cargo de presidente do Governo Regional a 12 de janeiro de 2015, o que levou à queda do seu governo, à dissolução da Assembleia Legislativa da Madeira e à marcação de eleições antecipadas; Jardim manteve-se em funções até à tomada de posse do novo Governo Regional, que teve lugar a 20 de abril de 2015.

### Dívida oculta
Em setembro de 2011 foi divulgado que desde 2008 o Governo Regional da Madeira tinha ocultado do registo oficial parte da dívida pública da Madeira. Alberto João Jardim reconheceu que a dívida da Madeira era superior em 1 100 milhões de euros face ao valor oficial. Mais tarde, o montante global da dívida da Região foi fixado em 5 000 milhões de euros. Por fim Vítor Gaspar, ministro das Finanças, revelou em outubro de 2011 que o apuramento final da dívida global da Madeira era de 6 300 milhões de euros. Em consequência a Região Autónoma da Madeira foi submetida a um processo de ajustamento financeiro estabelecido pelo Ministério das Finanças.

## Casamento e descendência
Em 1968 casou com Maria Ângela Andrade Martins (n. 1940) e tiveram três filhos:
- Cláudia Sofia Martins Gonçalves Jardim (n. 24 de agosto de 1970), casada com David Gomes e mãe de Maria Carlota Jardim Gomes (n. 1997)
- Pedro Alberto Martins Gonçalves Jardim (n. 8 de janeiro de 1972), solteiro
- Andreia Luísa Martins Gonçalves Jardim (n. 10 de julho de 1975)[13], casada com José Miguel Monteiro de Resende Tropa (n. 1975) e mãe de Pedro Afonso Gonçalves Jardim de Resende Tropa (n. 2005), Maria Pilar Gonçalves Jardim de Resende Tropa (n.2013) e João Francisco Gonçalves Jardim de Resende Tropa (n. 2013).

## Condecorações[14]e Distinções
- Grã-Cruz da Ordem do Infante D. Henrique de Portugal (12 de Dezembro de 1984)
- Grã-Cruz da Ordem do Libertador da Venezuela (? de ? de 19??)
- Grã-Cruz da Ordem da Estrela Polar da Suécia (? de ? de 19??)
- Grã-Cruz da Ordem de Francisco de Miranda da Venezuela (? de ? de 19??)
- Doutor Honoris Causa em Ciência Política pela Universidade de São Cirilo de Malta
- Comendador de Benemerência da Cruz Vermelha Portuguesa
- Cavaleiro-Honorário da Ordem Bizantina do Santo Sepulcro
- Medalha "Pro Mérito" do Conselho da Europa
- Medalha de Honra da Cidade do Funchal
- Medalha de Honra do Município de Santa Cruz
- Colar de Honra do Município de São Vicente
- Orden Communidad del Município de Chacao, na Venezuela
- Orden don Ricardo Montilha, Orden Juan Guilhermo Irribarren, Orden Saurau de Aragua e Orden Jacinto Lara, atribuídas pelos respectivos Estados venezuelanos
- Medalha de Reconhecimento, Medalha de Serviços Distintos e Medalha de vinte Anos de Bons Serviços, todas da Liga dos Bombeiros Portugueses e Medalha Comemorativa dos cinquenta Anos dos Bombeiros Voluntários Madeirenses
- Medalha de Serviços Distintos do Corpo Nacional de Escutas
- Medalha de 1.ª Classe da Cruz de São Jorge de Portugal (8 de Janeiro de 2013)
- Grã-Cruz da Ordem Militar de Nosso Senhor Jesus Cristo de Portugal (21 de Dezembro de 2015)
- Doutoramento Honoris Causa da Universidade da Madeira (9 de Outubro de 2018)
- Prémio Emanuel Rodrigues  (2021), com valor monetário de 5.000 mil euros, verba que o ex-governante abdicou a favor da instituição Dançando com a Diferença de solidariedade social indicada pelo júri[15].

## Obras publicadas
- "Tribuna Livre" (3 vols.)
- "Pela Autonomia e o Desenvolvimento Integral" (2 vols.)
- "A Experiência da Autonomia Regional da Madeira"
- "Regionalização, Europa, Estado e Poder Local"
- "Relatório de combate"

## Outras filiações
- Club Sport Marítimo, um clube desportivo da Região Autónoma da Madeira, que atua na 2.ª Divisão Nacional.